# Arsène Goedertier
Arsène Goedertier (Lede, 23 décembre 1876 – Termonde, 25 novembre 1934) est un courtier flamand soupçonné d'avoir participé en 1934 au vol de plusieurs panneaux du célèbre retable de L'Agneau mystique.

## Vol des panneaux du retable de l'Agneau Mystique
Arsène Goedertier est l'un des douze enfants d'Émile Goedertier (1831-1911) et Maria Wandels (1844-1896). Son père est directeur d'école et inspecteur de l'éducation.
Arsène Goedertier est soupçonné d'être l'auteur du vol des panneaux de Saint-Jean-Baptiste et des Juges intègres appartenant au célèbre retable de L'Agneau mystique, dérobés en avril 1934. Sur les indications d'une lettre anonyme, dont une copie sera retrouvée à son domicile, le panneau représentant saint Jean-Baptiste est retrouvé par la police dans une consigne de la gare de Bruxelles-Nord. 
Le 25 novembre 1934, Goedertier, candidat aux prochaines élections provinciales sur les listes du parti catholique, participe comme orateur à une réunion politique à Dendermonde. Victime d'une crise cardiaque, il s'effondre avant d'être transporté dans la maison de son beau-frère. Avant de mourir, il déclare à son avocat Georges De Vos qu'il est le seul à connaître où se trouve le panneau des Juges intègres, mais qu'il n'est plus en mesure de retrouver la cachette.
Nombreux sont ceux qui continuent encore à rechercher l’œuvre disparue.

## Crédits
- (nl) Cet article est partiellement ou en totalité issu de l’article de Wikipédia en néerlandais intitulé « Arsène Goedertier » (voir la liste des auteurs).

### Source et bibliographie
- André Van der Elst et Michel de Bom, Le Vol de l’Agneau Mystique : L’Histoire d’une incroyable énigme, Jourdan, 2009 (ISBN 978-2-87466-086-3)
- Maureen Marozeau, Un Van Gogh au poulailler et autres incroyables aventures de chefs-d'oeuvre, Paris, Philippe Rey, 2014, 288 p. (ISBN 978-2-84876-418-4, BNF 43883067, lire en ligne)